# Chiesa di San Paolo alle Tre Fontane
La chiesa di San Paolo alle Tre Fontane è un luogo di culto cattolico di Roma, nel quartiere Ardeatino, all'interno del complesso abbaziale delle Tre Fontane. È la più antica delle tre chiese costruite all'interno di questa conosciutissima abbazia romana. Su questa chiesa insiste la diaconia di San Paolo alle Tre Fontane.

## Storia
La chiesa sorge sul luogo, anticamente chiamato ad aquas salvias, dove, secondo la tradizione, san Paolo subì il martirio con la decapitazione: la leggenda racconta che la sua testa, una volta tagliata, abbia rimbalzato tre volte sul terreno, facendo scaturire ad ogni balzo una sorgente d'acqua, una calda, una tiepida ed una fredda; da qui il nome del toponimo delle tre fontane. In seguito si aggiunse la tradizione secondo la quale la decapitazione di san Paolo fosse avvenuta lungo la via Ostiense, nel luogo dove fu poi sepolto e fu costruita in epoca costantiniana la basilica di San Paolo fuori le mura.
Ad aquas salvias sorsero comunque, in tempi antichi, tre edicole sopra le tre sorgenti d'acqua. L'Armellini riporta la testimonianza del Baccio, che, nel suo trattato De Thermis terminato nel 1563, ricorda che quelle tre acque erano “crassae, fumosae et cum aliquali tepore”. All'edicola si sostituì nel VI secolo una prima chiesa, costruita per volere del generale bizantino Narsete, che dipendeva direttamente dai monaci dalla basilica sulla via Ostiense.
Questa prima chiesa fu completamente rifatta nel XVI secolo ad opera di Giacomo della Porta, tra il 1599 ed il 1601, per volere del cardinale Pietro Aldobrandini.

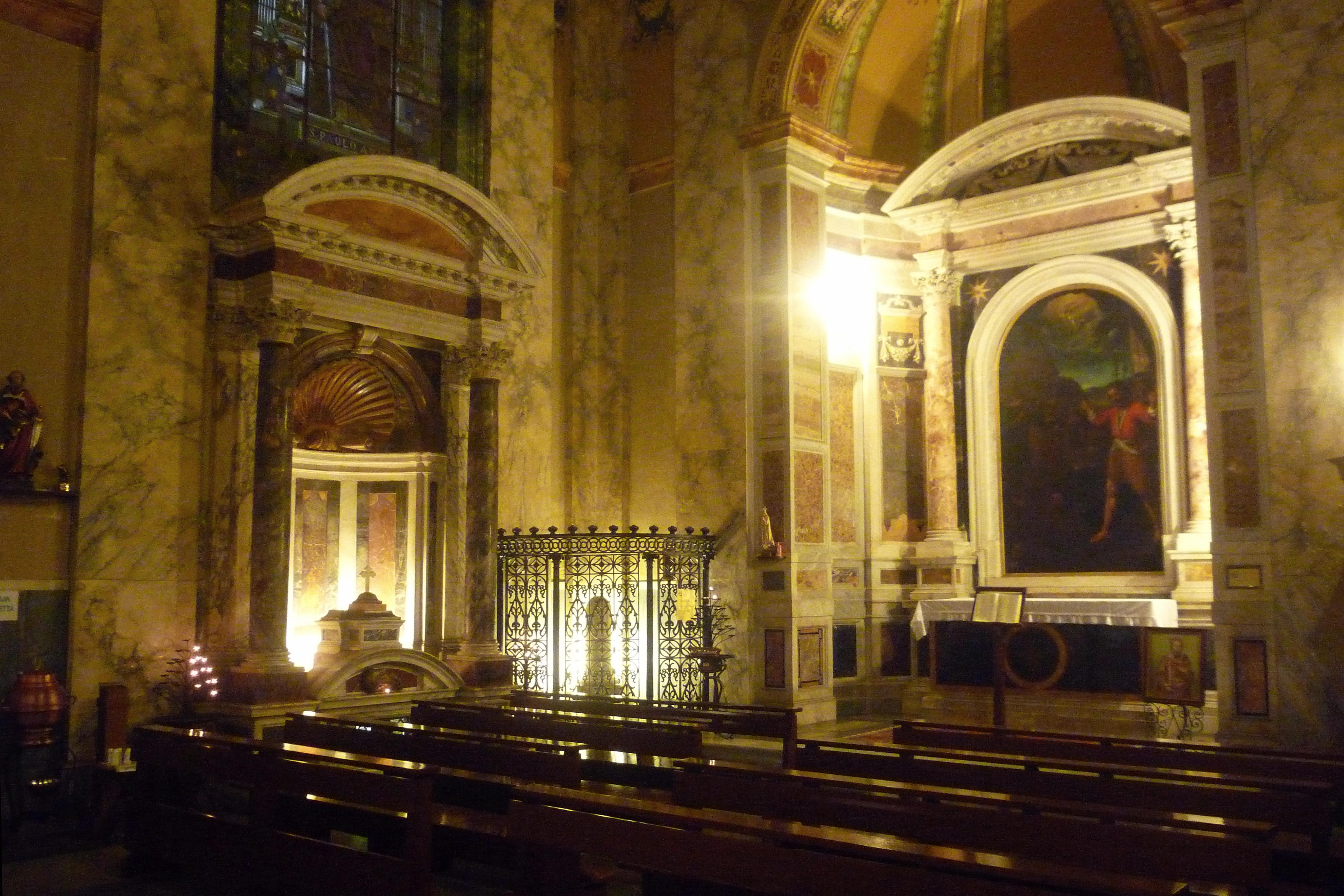
Interno della chiesa di San Paolo

## Descrizione
Sull'architrave della facciata della chiesa, sopra il portale d'ingresso, è posta una targa marmorea che recita: S. Pauli apostoli martyrii locus ubi tres fontes mirabiliter eruperunt ("luogo del martirio di san Paolo Apostolo dove tre fonti sgorgarono miracolosamente"). Sopra il timpano della facciata sono collocate due statue dedicate ai santi Pietro e Paolo, opere di Nicolas Cordier detto "il franciosino", in 1595, e lo stemma degli Aldobrandini.

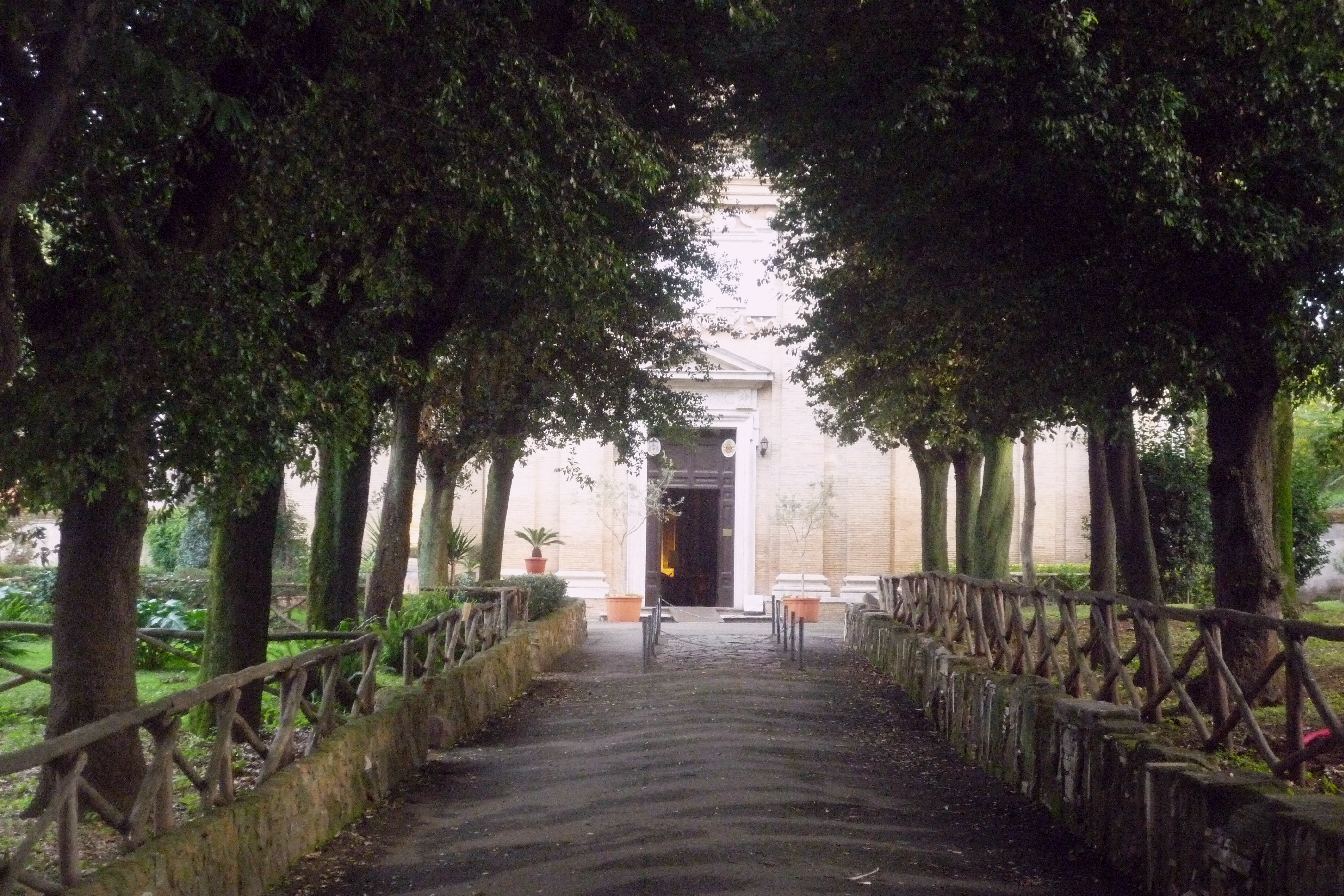
Viale verso la chiesa del martirio di san Paolo

Si accede all'interno dopo un piccolo vestibolo, ove è conservato un mosaico cosmatesco dell'alto medioevo, appartenuto alla chiesa precedente, e ritrovato durante i restauri ottocenteschi. L'interno presenta una pianta molto semplice ad unica navata trasversale, con due cappelle laterali, lungo la quale tre nicchie ospitano le tre fontane (da cui però l'acqua non scorre più dal 1950): queste tre fontane sono poste su tre livelli diversi a testimonianza dell'antica pendenza del luogo.
Queste cosiddette fontane sono fatte a forma di nicchia, con colonne di porfido nero, e sono sormontate da un catino a forma di conchiglia sopra il quale è presente una testa marmorea del santo apostolo. Nel dicembre del 1997 furono ritrovate presso un collezionista toscano e riconsegnate da Vittorio Sgarbi ai monaci dell'Abbazia le due teste marmoree di San Paolo che erano state trafugate da ignoti alcuni anni prima. Vicino alla prima fontana è collocata la colonna dove, secondo la tradizione, Paolo venne tenuto legato per la decapitazione. Originariamente era presente nella chiesa anche la base di pietra dove, sempre secondo la tradizione, il santo sarebbe stato decapitato, ma la reliquia fu donata nel 1818 da Papa Pio VIII alla Chiesa Collegiata di San Paolo Naufrago a La Valletta.
La chiesa fu restaurata sotto Pio IX nel 1867. In questa occasione un ampio mosaico policromo del II secolo con le immagini delle Quattro stagioni, proveniente dal mitreo imperiale di Ostia, fu installato nella navata centrale.
Sull'altare della cappella di sinistra era installata la Crocifissione di San Pietro di Guido Reni, trasferita a Parigi dai francesi nel 1797. Quando fu recuperata, venne allocata alla Pinacoteca Vaticana: la pala attualmente in loco è una copia. Sull'altare della cappella di destra è collocata una decollazione di san Paolo di Bartolomeo Passerotti.